# Pedro Álvares Cabral

Mapa nieznanego portugalskiego kartografa z 1502 roku przedstawia świat taki, jaki stał się znany Europejczykom po wyprawach eksploracyjnych pod koniec XV wieku do obu Ameryk, Afryki i Indii

Pedro Alvares Cabral (ur. ok. 1467, zm. ok. 1520) – portugalski żeglarz i odkrywca, pierwszy Europejczyk, który zobaczył Brazylię.

## Biografia
Przypuszczalnie urodził się w Belmonte, w portugalskiej prowincji Beira Baixa.
9 marca 1500 r. wypłynął z Portugalii na czele wyprawy złożonej z 13 okrętów i 1500 członków załogi, sfinansowanej przez króla Manuela I, podążając szlakiem Vasco da Gamy. 22 kwietnia 1500 r., kierując się do Przylądka Dobrej Nadziei jego flotę zniosło daleko na zachód, do wybrzeży dzisiejszej Brazylii (zdaniem niektórych badaczy Portugalia wiedziała o istnieniu tam lądu i zmiana kursu przez Cabrala nie była przypadkowa). Cabral nazwał nowo odkryty ląd Terra de Vera Cruz (Ziemia Prawdziwego Krzyża) i ogłosił jej przyłączenie do Portugalii. Po 9 dniach pożeglował w kierunku Przylądka Dobrej Nadziei, gdzie podczas sztormu zatonęły 4 statki (zginął wówczas Bartolomeu Dias), a okręt dowodzony przez Diogo Diasa, zgubiwszy drogę, odkrył wyspę nazwaną São Lourenço, znaną dziś jako Madagaskar.
Cabral kontynuował podróż do Indii z zamiarem handlu pieprzem i innymi przyprawami. Założył faktorię handlową w Kalikacie, która jednakże została zaatakowana przez kupców muzułmańskich. W wyniku walk zginęło wówczas wielu ludzi Cabrala. W odwecie Cabral zaatakował osadę ostrzeliwując ją przez dwa dni z dział okrętowych. Następnie udał się do faktorii w Koczinie. Do Portugalii powrócił 23 czerwca z ocalałymi 4 spośród 13 okrętów.
Został pochowany w klasztorze w Santarém w Portugalii.
Cabral został uwieczniony na wielu znaczkach pocztowych, na przykład w serii znaczków brazylijskich wydanych 1 stycznia 1900 r. w 400-lecie odkrycia Brazylii. Jego wizerunek znajduje się także na bitej w latach 1998-2004 brazylijskiej monecie obiegowej o nominale 1 centavo.